# Jimmy Ernst
Jimmy Ernst (* 24. Juni 1920 in Köln; † 6. Februar 1984 in New York, NY; eigentlich Hans-Ulrich Ernst) war ein deutsch-amerikanischer Maler.

## Leben
Jimmy Ernst war der Sohn aus der ersten Ehe des Surrealisten Max Ernst mit der Kölner Jüdin Luise „Lou“ Straus. Die Verbindung der Eltern zerbrach nach wenigen Jahren, 1926 wurde die Ehe geschieden. Max Ernst zog 1922 nach Paris und wohnte bei Paul Éluard und dessen Frau Gala in einer ménage à trois. Gala war die spätere Gefährtin und Frau von Salvador Dalí. Jimmy blieb bei seiner Mutter und Maja Aretz, der treuen Haushälterin aus der Eifel, in Köln.
Lou Straus baute sich eine erfolgreiche berufliche Existenz als Publizistin auf. Nach Hitlers Machtergreifung emigrierte sie nach Paris und verstand es auch, mit rheinischer Lebensfreude in der Emigration zu leben. Der Sohn besuchte seinen Vater oft in Paris, erstmals 1930, wo er mit vielen Surrealisten zusammentraf. In der bekannten Druckerei J. J. Augustin in Glückstadt machte er von 1935 bis 1938 seine Lehre als Schriftsetzer, bis ihm mit Hilfe der Augustins 1938 die Flucht nach Amerika gelang.
In den Vereinigten Staaten schlug er sich zunächst als Gelegenheitsarbeiter durch. Anfang der 1940er Jahre begann er als Autodidakt zu malen, löste sich aus dem Bannkreis seines berühmten Vaters und wurde in den USA zunächst als surrealistischer Maler bekannt. Später malte er im Stil des Abstrakten Expressionismus.
Lou Straus-Ernst hatte sich von Jimmy 1938 mit den Worten verabschiedet: „Ich denke, ich werde hier auf dich warten. Hier in Paris sind alle meine Freunde“. Nach ihrer Internierung 1939 im Camp de Gurs und dem vergeblichen Warten auf ihre Ausreisepapiere, versuchte Jimmy, seinen Eltern als Ehepaar ein Visum zu verschaffen; dazu hätten die beiden aber wieder heiraten müssen – ein Ansinnen, das Lou zurückwies. Max Ernst erhielt sein Visum 1941, Lou Straus-Ernst ging in die Haute Provence, wo sie sich in der Obhut des Schriftstellers Jean Giono sicher fühlte – bis zu ihrer Verhaftung und dem Abtransport nach Auschwitz 1944. Am 30. Juni 1944 verliert sich ihre Spur.
Am 14. Juli 1941 traf sein Vater Max Ernst zusammen mit der Kunstmäzenin Peggy Guggenheim in New York ein, die er Ende des Jahres in dritter Ehe heiratete. Jimmy Ernst war 1942/43 persönlicher Sekretär von Guggenheims Galerie Art of This Century und hatte 1943 seine erste Einzelausstellung (Reflections of the Inner Eye). Im Januar 1947 heiratete er Edith „Dallas“ Bauman Brody (1923–2011) und hatte mit ihr zwei Kinder, Amy Louise (* 1953) und Eric Max (* 1956). Er erwarb 1952 die amerikanische Staatsbürgerschaft und lebte in New York City und East Hampton, NY. In New York wurde er 1977 als assoziiertes Mitglied (ANA) der National Academy of Design aufgenommen. 1983 wurde er Mitglied der American Academy of Arts and Letters. Kurz vor Erscheinen seiner Autobiographie A Not-So-Still Life starb Jimmy Ernst 1984 in New York. 
Dallas Ernst stiftete 1990 den Jimmy Ernst Award. Der jährlich vergebene Preis in Höhe von 10.000 Dollar wurde bis 2012 einem Maler oder Bildhauer verliehen: „whose lifetime contribution to his or her vision has been both consistent and dedicated“.

## Ausstellung
- 2011: Museum der Arbeit, Hamburg: Zwiebelfische – Jimmy Ernst und der chinesische Zirkel. Die Ausstellung zeigte Ernsts Beziehung zur Glückstädter Druckerei J. J. Augustin

## Film
- Dokumentarfilm Zwiebelfische - Jimmy Ernst, Glückstadt - New York von Christian Bau und Artur Dieckhoff